# Licuala
Licuala es un género con 167 especies de plantas fanerógamas perteneciente a la familia  de las palmeras (Arecaceae).  

## Distribución
Son originarias de las selvas tropicales del sur de Asia, Nueva Guinea y en las islas del oeste del Océano Pacífico. 

## Descripción
Son palmitos, las hojas de contorno circular, a veces completa, pero por lo general divididas.

## Taxonomía
El género fue descrito por Thunb. (Wurmb) y publicado en Verhandelingen van het Bataviaasch Genootschap van Kunsten en Wetenschappen 2: 473. 1780. La especie tipo es: Licuala spinosa
Etimología
Licuala: nombre genérico que procede de la latinización del nombre vernáculo, leko wala, supuestamente utilizado para Licuala spinosa en Makassar, Sulawesi. (J. Dransfield, N. Uhl, C. Asmussen, W.J. Baker, M. Harley and C. Lewis. 2008)

## Especies seleccionadas
- Licuala acutifida
- Licuala dasyantha
- Licuala grandis
- Licuala lauterbachii
- Licuala orbicularis
- Licuala paludosa
- Licuala pitta Vatch. ex Barfod & Pongsattayapipat
- Licuala peltata
- Licuala poonsakii Hodel
- Licuala pumila
- Licuala ramsayi
- Licuala rumphii
- Licuala spinosa
- Licuala taynguyensis Barfod & Borchs.